# Ruppert Stüwe

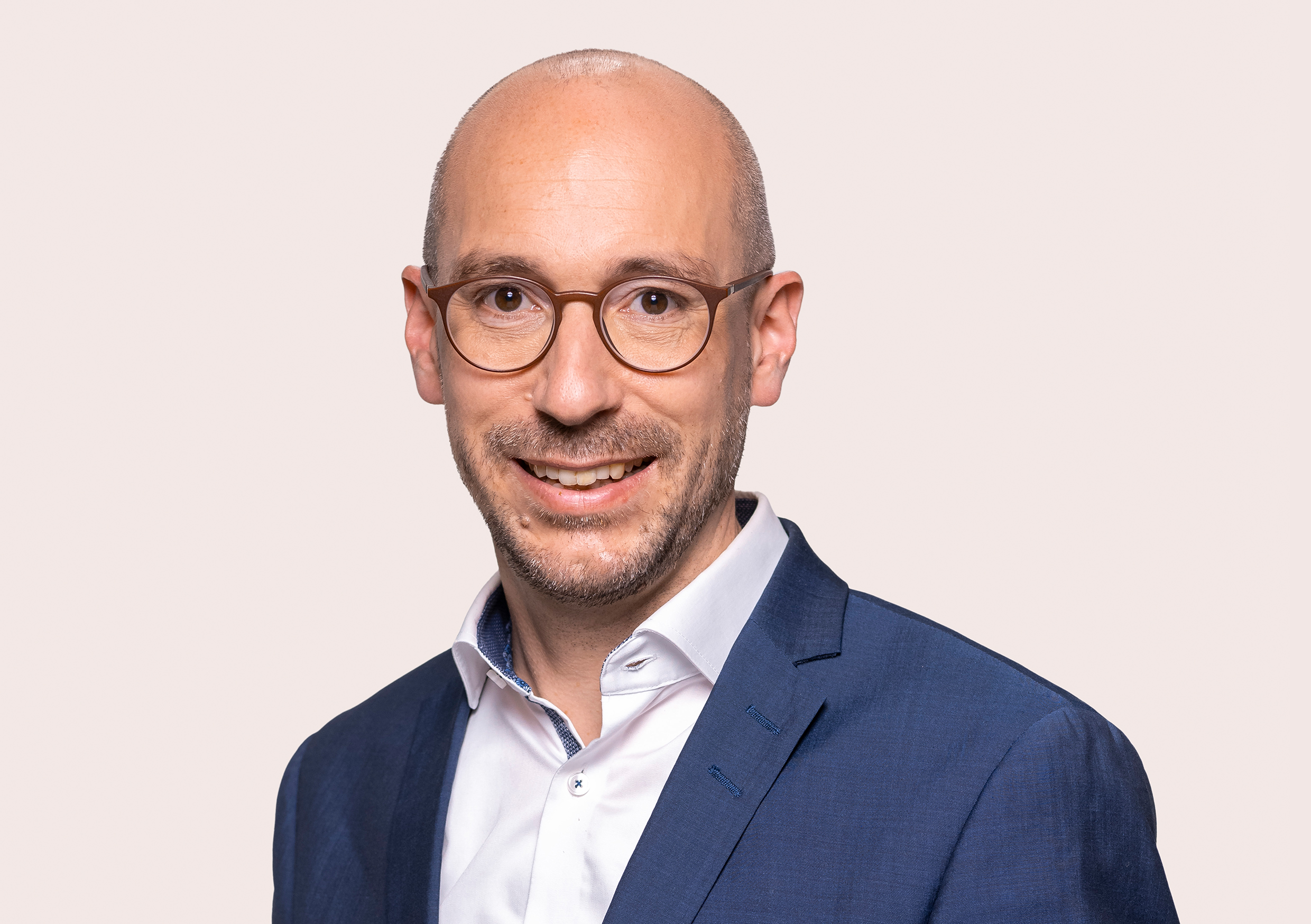
Ruppert Stüwe (2021)

Ruppert Fritz Johannes Stüwe (* 21. Mai 1978 in West-Berlin) ist ein deutscher Volkswirt und Politiker (SPD). Er ist seit 2021 Mitglied des Deutschen Bundestages.

## Leben
Nach Abitur und Zivildienst studierte Stüwe in Passau, Brünn und an der Freien Universität Berlin Volkswirtschaft mit Abschluss als Diplom-Volkswirt. Von 2007 bis 2011 war er in der Berliner Senatskanzlei beschäftigt, seit 2011 arbeitet er bei den Berliner Verkehrsbetrieben in Geschäftsentwicklung und Unternehmensstrategie. Dort ist er seit September 2021 aufgrund seines Einzuges in den Deutschen Bundestag freigestellt.
Stüwe ist Vater von zwei Söhnen. Er ist römisch-katholischer Konfession.

## Politische Laufbahn
Ruppert Stüwe ist seit 2006 in der SPD Steglitz-Zehlendorf aktiv, seit 2014 als Kreisvorsitzender. Er gilt innerhalb der Landespartei als SPD-Linker und ist seit 2016 Sprecher der SPD-Landeslinken „Berliner Linke“.
Im Februar 2021 wurde er von den Delegierten zum Kandidaten für den Bundestagswahlkreis 79 Steglitz-Zehlendorf gewählt. Bei der Bundestagswahl 2021 erreichte Stüwe 24,9 % der Stimmen, hinter Thomas Heilmann, der mit 28 % das Direktmandat erhielt. Stüwe zog jedoch als Fünfter der Landesliste der Berliner SPD in den Bundestag ein. Er tritt im Rahmen der Wahl zum 21. Deutschen Bundestag 2025 erneut im Bundestagswahlkreis 78 Steglitz-Zehlendorf als Kandidat für das Direktmandat an. Im Dezember 2024 wählte ihn die Berliner SPD zu ihrem Spitzenkandidaten für die Bundestagswahl 2025.
In der 20. Wahlperiode war Stüwe Mitglied im Ausschuss für Bildung, Forschung und Technikfolgenabschätzung. Dort war er Berichterstatter der SPD-Fraktion für Gesundheitsforschung. Zudem war er Mitglied im Petitionsausschuss und im Unterausschuss für Globale Gesundheit sowie stellvertretendes Mitglied im Haushaltsausschuss.

## Politische Positionen
Stüwe möchte nach eigener Aussage seine Berufserfahrung im Bereich Mobilität in den Bundestag einbringen und ist Verfechter einer „sozial-ökologischen Verkehrswende“. Er befürwortet stärkere staatliche Investitionen in Regionalverkehr, S- und U-Bahn.
Während der 20. Legislaturperiode stimmte er mehrfach als einer von wenigen SPD-Abgeordneten im Bundestag gegen Bundeswehreinsätze. Im Juni 2022 stimmte er als einer von neun Abgeordneten der SPD-Fraktion gegen das Sondervermögen Bundeswehr.